# 凤凰寺 (沅陵县)
凤凰寺位于湖南省怀化市沅陵县沅江南岸的凤凰山上。
明朝万历二十八年（1600年），由辰州府知府毛允让倡议修建。清朝道光年间，重修。1938年，张学良由郴县转押沅陵县。凤凰寺僧众迁于龙兴讲寺，而张学良在此居住年余。1955年，停止佛教活动，1981年，沅陵县人民政府投资修复，并修建张学良陈列馆。1983年，列为沅陵县文物保护单位。1989年恢复佛教活动。2002年，湖南省人民政府以“张学良囚禁地旧址——凤凰寺”之名列入第七批湖南省文物保护单位。		